# Tennis op de Paralympische Zomerspelen 1992
De IXe Paralympische Zomerspelen 1992 werden gehouden in Barcelona, Spanje. Tennis stond voor het eerst officieel op het programma en was een van de 18 sporten die beoefend werden.

## Mannen

### Individueel
| plaats | land | naam                |
| ------ | ---- | ------------------- |
| Goud   | USA  | Randy Snow          |
| Zilver | GER  | Kai Schramayer      |
| Brons  | FRA  | Laurent Giammartini |

### Dubbel
| plaats | land | naam                                 |
| ------ | ---- | ------------------------------------ |
| Goud   | USA  | Randy Snow Brad Parks                |
| Zilver | FRA  | Laurent Giammartini Thierry Caillier |
| Brons  | GER  | Kai Schramayer Stefan Bitterauf      |

## Vrouwen

### Individueel
| plaats | land | naam                   |
| ------ | ---- | ---------------------- |
| Goud   | NED  | Monique Van Den Bosch  |
| Zilver | NED  | Chantal Vandierendonck |
| Brons  | GER  | Regina Isecke          |

### Dubbel
| plaats | land | naam                                         |
| ------ | ---- | -------------------------------------------- |
| Goud   | NED  | Monique Van Den Bosch Chantal Vandierendonck |
| Zilver | USA  | Nancy Olson Lynn Seidemann                   |
| Brons  | FRA  | Oristelle Marx Arlette Racineux              |

Atletiek · Bankdrukken · Basketbal · Boogschieten · Boccia · CP-voetbal · Gewichtheffen · Goalball · Judo · Schermen · Schietsport · Tafeltennis · Tennis · Volleybal · Wielersport · Zwemmen
Seoel 1988 ·
Barcelona 1992 ·
Atlanta 1996 ·
Sydney 2000 ·
Athene 2004 ·
Peking 2008 ·
Londen 2012 ·
Rio de Janeiro 2016 ·
Tokio 2020 ·
Parijs 2024 ·
Los Angeles 2028